# مسجد خلخالي
مسجد خلخالي هو مسجد تاريخي يعود إلى عصر القاجاريون، ويقع في تبريز.